# Canberra Deep Space Communication Complex
Koordinaten: 35° 24′ 5″ S, 148° 58′ 54″ O

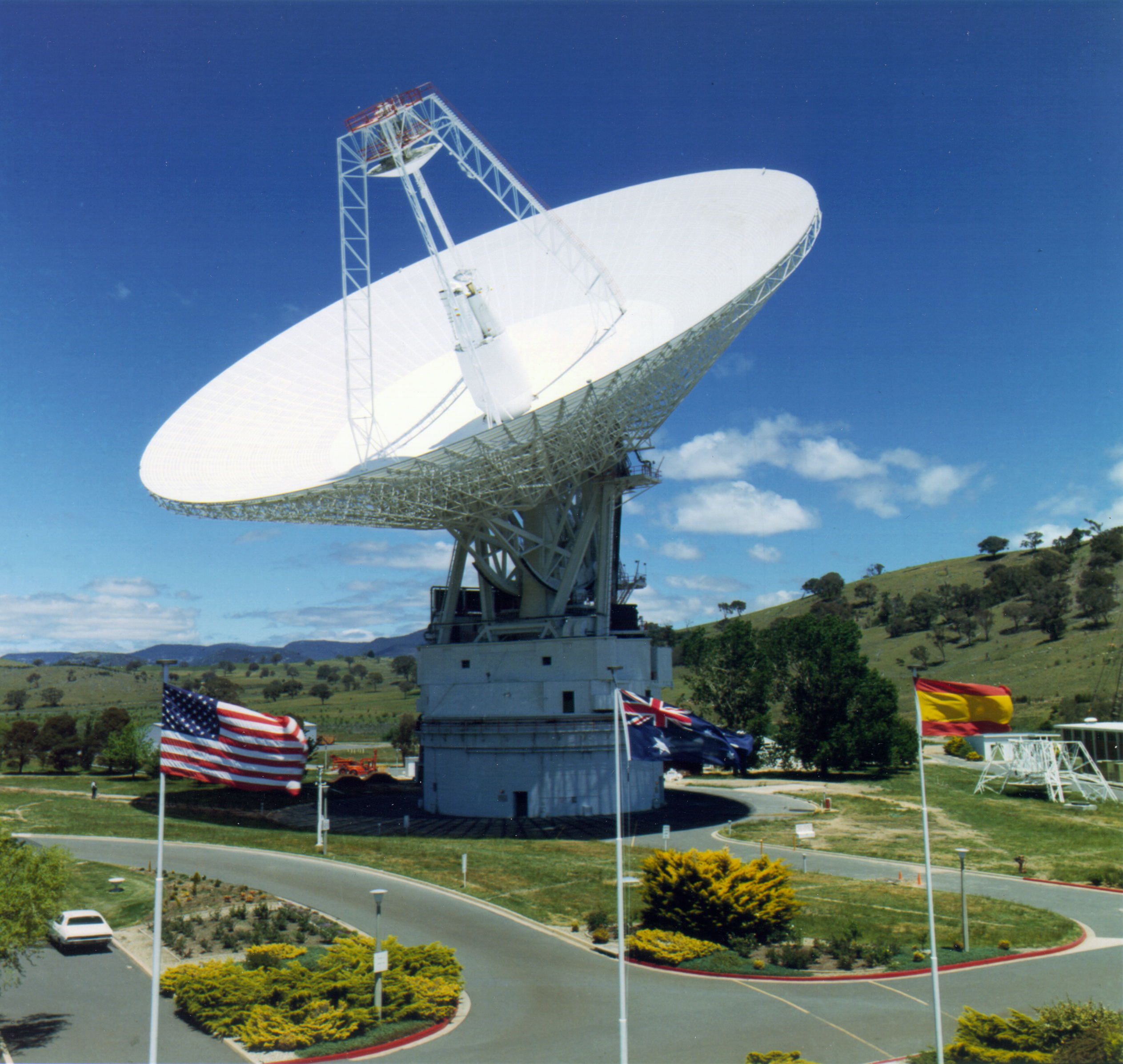
70-Meter-Parabolantenne des CDSCC (DSS-43)

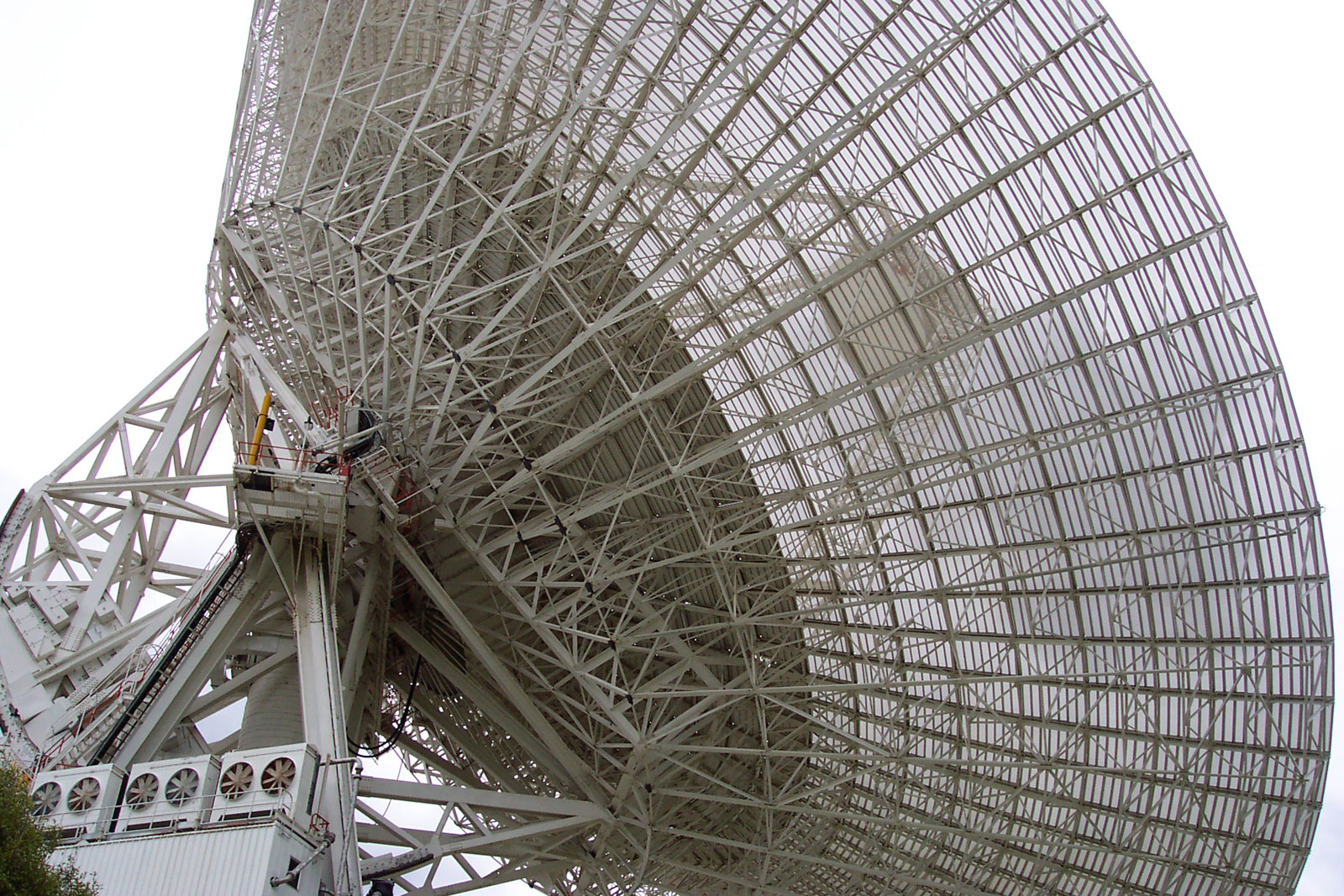
Detailansicht der 70-Meter-Parabolantenne

Der Canberra Deep Space Communication Complex (CDSCC) ist eine mit Parabolantennen ausgestattete Deep-Space-Station in Australien. Sie befindet sich südwestlich der Hauptstadt Canberra, im Tal des Murrumbidgee River am Rande des Tidbinbilla-Naturreservats. Die CDSCC-Station ist Teil des weltumspannenden Deep Space Networks. Die offizielle Eröffnung erfolgte am 19. März 1965 durch den damaligen australischen Premierminister Robert Menzies. Die Betriebsführung hat seit März 2003 Raytheon Australia inne, im Auftrag des CSIRO und der NASA.

## Geschichte
Die Anfänge bildeten verschiedene Einrichtungen für Tracking.
- Die erste Deep-Space-Antenne außerhalb der Vereinigten Staaten bestand im  militärischen Sperrgebiet Woomera in Südaustralien. Die 26-Meter-Antenne unter dem Namen Deep Space Station 41 wurde 1960 errichtet und war bis 1972 im Betrieb. Die Station trug auch den Namen Island Lagoon Tracking Station. Die Antenne bestand aus einer Gitterkonstruktion für das L-Band und wurde später auch für S-Band eingerichtet.[2] Von der Station in der Wüste ist noch die Straße erhalten, alle Gebäude sind bis auf die Fundamente abgetragen. 31° 22′ 54,1″ S, 136° 53′ 14,3″ O
- Eine Antennenstation bestand in Muchea bei Perth von 1960 bis 1964 für das Projekt Mercury. Von der Station sind noch Gebäudereste erhalten, sie ist als Historic Landmark registriert 31° 36′ 11,5″ S, 115° 55′ 50,9″ O
- Eine deutlich besser ausgebaute Station bestand in Carnarvon (Western Australia) von 1963 für das Gemini-Programm. Die Station ersetzte Muchea und ein Teil der Anlagen für Mercury wurden weiterverwendet. Die Station wurde 1974 geschlossen. Die 30-m-Antenne wird seither anderweitig genutzt und es gibt an der Stelle das Carnarvon Space and Technology Museum.24° 52′ 7,5″ S, 113° 42′ 15,6″ O
- Cooby Creek war eine Antennenstation, die 1966 als Bodensegment für Satellitenprogramme geöffnet wurde. Die Anlage wurde 1970 geschlossen.
- Die Tidbinbilla Tracking Station wurde 1965 eröffnet und ist die einzige Bodenstation der NASA auf australischem Boden, die heute noch in Betrieb ist. Während des Apollo-Programms wurde von hier aus die Mondlandefähre überwacht. Die Station wurde später ausgebaut und umbenannt und heißt seitdem Canberra Deep Space Communication Complex.
- Die Orroral Valley Tracking Station im heutigen Namadgi-Nationalpark wurde ebenfalls 1965 eröffnet. Ihre Aufgabe war es, Satelliten in der Erdumlaufbahn und das Apollo-Sojus-Projekt zu unterstützen. 1985 wurde die Station geschlossen. Von der früheren Station sind noch die Fundamente erhalten und es befindet sich dort ein Parkplatz und eine Besuchertoilette für Touristen.
- Die Honeysuckle Creek Tracking Station (eröffnet 1967) wurde für die Apollo-Missionen gebaut, hauptsächlich zur Kommunikation mit dem Kommandomodul der Apollo-Raumschiffe. Der Standort ist nur wenig nordwestlich von der Orroral Valley Station. Nach Beendigung des Apollo-Programms unterstützte die Station das Skylab-Programm, danach die Viking- und Voyager-Raumsonden. 1981 wurde die Station geschlossen. Am ehemaligen Standort befinden sich seither Gedenktafeln und der Ort ist touristisch erschlossen. Die Parabolantenne mit einem Durchmesser von 26 Metern wurde abgebaut und beim CDSCC wieder aufgebaut und bis 2009 weiterbetrieben. Die Antenne ist seither ein historisches Denkmal.

## Empfangsstationen
Anfang 2018 waren eine 70-m-Antenne und drei 34-m-Antennen in Betrieb. Bei besonders großem Arbeitsanfall kann das CDSCC zusätzlich auf die 64-m-Antenne das Parkes-Observatorium in New South Wales zurückgreifen, um Daten von den Raumfahrzeugen zu empfangen. Der Kollimator-Turm der Station befindet sich rund drei Kilometer in nordwestlicher Richtung auf dem Black Hill. Sämtliche 27-m-Antennen aus der Anfangszeit, auch die auf 34 m ausgebauten, sind inzwischen außer Betrieb.
Die 34-m High-Efficiency (HEF) Antennen waren vor einiger Zeit noch Stand der Technik. Sie hatten zwei wesentliche Weiterentwicklungen: Sie konnten zum einen zwei Frequenzen gleichzeitig empfangen, zum anderen waren die Panels der Empfangsschüssel speziell geformt, was die Signalausbeute verbesserte. Die letzte HEF-DSS-45-Antenne wurde 2016 deaktiviert.
Die 34-m-Antennen sind nun Beam-Wave-Guide-Antennen, die alles wie die HEF-Antennen leisten können; jedoch werden die Radiowellen durch ein Loch im Hauptspiegel und ein System von Reflektoren auf die Detektoren im Unterbau geleitet. Sie können mit stärkeren und schwereren Sendern betrieben werden. Das Gewicht der Sender und Empfänger im Brennpunkt fällt weg, damit ist die Mechanik weniger belastet. Die Empfänger können leichter gegen Störungen abgeschirmt und gekühlt werden, es können unterschiedliche Empfänger und Sender gleichzeitig bereitgehalten und betrieben werden und Austausch und Reparatur von Geräten wegen Defekt oder technischem Fortschritt ist wesentlich einfacher.
Ab März 2020 wurde die 70-Meter Antenne 48 Jahre nach ihrem Bau technisch überarbeitet. Der 47 Jahre alte S-Band-Sender, der nicht mehr zuverlässig war, wurde ausgetauscht. In dieser Zeit konnte nicht zu Voyager 2 gesendet werden, weil dieser S-Band-Sender der einzige auf der Südhalbkugel im benötigten Frequenzbereich war. Für den Datenempfang können die drei 34-Meter-Antennen kombiniert werden und damit in der Funktion die 70-Meter-Antenne ersetzen. Die Software von Voyager 2 wurde modifiziert, so dass die Sonde während der Renovierung keine Daten von der Erde erwartete. Am 29. Oktober 2020 wurde zum ersten Mal mit dem neuen Sender ein Signal an Voyager 2 gesendet. Die Bauarbeiten waren bis Januar 2021 abgeschlossen und die Antenne war für die Ankunft der Marsmissionen im Februar bereit.
| Foto | Bezeichnung   | Durchmesser | aktiviert | deaktiviert | up | down | Bemerkungen |
| ---- | ------------- | ----------- | --------- | ----------- | -- | ---- | --- |
|      | DSS-33        | 11 m        | 1996      | 2002        |    |      | Die 11-Meter-Antenne wurde 2009 abgebaut, nach Norwegen zur Atmosphärenforschung transportiert. Unter der gleichen Bezeichnung soll im September 2026 eine neue 34-m-Antenne eröffnet werden.                                                                     |
|      | DSS-42        | (26 m) 35 m | 1964      | 2000        |    |      | Gebaut als 26-m-Antenne mit einer geplanten Nutzungsdauer von 15 Jahren. Anfang der 80er Jahre ausgebaut auf ca. 35 m. 2000 außer Betrieb genommen und wenig später wegen zunehmender Materialermüdung abgebaut.                                                  |
|      | DSS-45        | 34m         | 1986      | 2016        |    |      | HEF-Antenne. Seit November 2016 außer Betrieb, als DSS-36 in Betrieb genommen wurde. |
|      | DSS-44 DSS-46 | 26 m        | 1965 1984 | 1983 2009   |    |      | 1965 gebaut für die Honeysuckle Creek Tracking Station als DSS-44. 1984 wurde die Antenne versetzt zum CDSCC mit dem neuen Namen DSS-46. Mai 2010 wurde die Antenne zu einem historischen Raumfahrtdenkmal erklärt und bleibt für künftige Generationen erhalten. |

| Foto | Bezeichnung | Durchmesser | aktiviert | up   | down         | Bemerkungen |
| ---- | ----------- | ----------- | --------- | ---- | ------------ | --- |
|      | DSS-33      | 34 m        | ca. 2026  | X    | X, Ka        | Die 11-Meter-Antenne unter der Bezeichnung DSS-33 wurde 2009 abgebaut und nach Norwegen zur Atmosphärenforschung transportiert. Unter der gleichen Bezeichnung soll im September 2026 eine 34-m-Antenne eröffnet werden. 20-kW-Sender für X-Band. |
|      | DSS-34      | 34 m        | 1997      | S, X | S, X, Ka, K  | Beam Wave Guide Antenne. 20-kW-Sender für S- und X-Band. |
|      | DSS-35      | 34 m        | 2014 2015 | X    | X, Ka        | Beam Wave Guide Antenne. 2014 in Betrieb gesetzt, 2015 offiziell eröffnet. 20 kW X-Band Sender. Soll September 2022 einen 80-kW-Sender bekommen. Ausbau mit einem 800 W Sender für Ka geplant für Ende 2024.[veraltet] |
|      | DSS-36      | 34 m        | 2016      | S, X | X, Ka        | Beam Wave Guide Antenne. 20 kW X-Band Sender, 250-W-S-Band Sender nur für erdnahe Anwendung. |
|      | DSS-43      | (64 m) 70m  | 1969 1973 | S, X | S, X, L, K   | Als 64-m-Antenne gebaut, für den Vorbeiflug von Voyager 2 an Neptun 1987 erweitert auf 70 m. Größte bewegliche Parabolantenne auf der Südhalbkugel. Die Anlage bekam 2020 bis 2021 umfangreiche verbesserte und erweiterte Technik. Die beiden 400- und 20-kW-Sender für S-Band wurden ersetzt durch einen 100-kW-Sender. Der 20-kW-Sender für X-Band wurde durch einen 80-kW-Sender ersetzt, der im Frequenzumfang von vorher 7145–7190 MHz auf 7145–7235 MHz erweitert wurde. Das X-Band-Sendehorn wurde für die größere Sendeleistung modifiziert. Es ist die einzige Antenne mit starkem Sender, die Signale in der entsprechenden Frequenz an Voyager 2 senden kann. |
|      | DSS-49      | 64 m        | 1961      |      | 7 mm bis 4 m | Die Antenne des Parkes-Observatoriums lässt sich zum DSN hinzuschalten, wenn die Kapazität nicht ausreicht. Diese Antenne wurde für Radioastronomie konstruiert und ist entsprechend mit breitbandigen Empfängern ausgerüstet. Sie kann nur empfangen, nicht senden. |